# Deathgrind
Deathgrind (někdy psaný jako death-grind nebo death/grind) je hudební žánr, který v sobě spojuje prvky death metalu a grindcoru. Žánr je společně s pornogrindem podobný podžánru goregrind. Časopis Zero Tolerance popsal deathgrind jako "grindcore a brutální death metal se srážejí". Danny Lilker popsal deathgrind jako "kombinaci techničnosti death metalu s intenzitou grindcoru".

## Významní interpreti
| Skupina                                      | Země               | Založená | Poznámky      |
| -------------------------------------------- | ------------------ | -------- | ------------- |
| Aborted                                      | Belgie             | 1995     | [ 3 ]         |
| Anal Cunt                                    | USA                | 1988     | [ 4 ]         |
| Asesino                                      | USA                | 2002     | [ 5 ]         |
| Assück                                       | USA                | 1992     | [ 6 ]         |
| Autopsy                                      | USA                | 1987     | [ 4 ]         |
| Benighted                                    | Francie            | 1998     | [ 7 ]         |
| The Berzerker                                | Austrálie          | 1995     | [ 8 ]         |
| Blood Duster                                 | Austrálie          | 1991     | [ 9 ] [ 10 ]  |
| Bolt Thrower                                 | Spojené kráľovstvo | 1986     | [ 11 ]        |
| Brodequin                                    | USA                | 1998     | [ 1 ]         |
| Brutal Truth                                 | USA                | 1990     | [ 4 ]         |
| Caninus                                      | USA                | 1992     | [ 4 ]         |
| Carcass                                      | Spojené království | 1985     | [ 2 ]         |
| Cattle Decapitation                          | USA                | 1996     | [ 2 ] [ 12 ]  |
| Cephalic Carnage                             | USA                | 1992     | [ 13 ] [ 14 ] |
| Circle of Dead Children                      | USA                | 1998     | [ 15 ]        |
| Condemned                                    | Spojené království | 1993     | [ 16 ]        |
| The County Medical Examiners                 | USA                | 2001     | [ 17 ]        |
| Dead Infection                               | Polsko             | 1990     | [ 1 ]         |
| Defecation                                   | Spojené království | 1987     | [ 18 ]        |
| Devourment                                   | USA                | 1995     | [ 19 ]        |
| Dying Fetus                                  | USA                | 1991     | [ 20 ]        |
| Exhumed                                      | USA                | 1990     | [ 4 ]         |
| General Surgery                              | Švédsko            | 1989     | [ 4 ]         |
| Gore Beyond Necropsy                         | Japonsko           | 1992     | [ 4 ]         |
| Haemorrhage                                  | Španělsko          | 1990     | [ 4 ]         |
| Hatebeak                                     | USA                | 2003     | [ 4 ]         |
| Hate Eternal                                 | USA                | 1997     | [ 21 ]        |
| Impaled                                      | USA                | 1997     | [ 4 ]         |
| Lock Up                                      | Spojené království | 1998     | [ 4 ] [ 22 ]  |
| Macabre                                      | USA                | 1984     | [ 23 ]        |
| Misery Index                                 | USA                | 2001     | [ 24 ]        |
| Mortician                                    | USA                | 1989     | [ 4 ]         |
| Napalm Death                                 | Spojené království | 1981     | [ 2 ]         |
| Origin                                       | USA                | 1997     | [ 25 ]        |
| Pig Destroyer                                | USA                | 1997     | [ 26 ]        |
| Prostitute Disfigurement                     | Holandsko          | 2001     | [ 27 ]        |
| The Red Chord                                | USA                | 1999     | [ 28 ]        |
| Repulsion                                    | USA                | 1985     | [ 4 ]         |
| Rotten Sound                                 | Finsko             | 1993     | [ 29 ]        |
| Success Will Write Apocalypse Across the Sky | USA                | 2006     | [ 30 ]        |
| Terrorizer                                   | USA                | 1987     | [ 4 ]         |
| Trigger the Bloodshed                        | UK                 | 2006     | [ 31 ]        |